# Brooke Miller

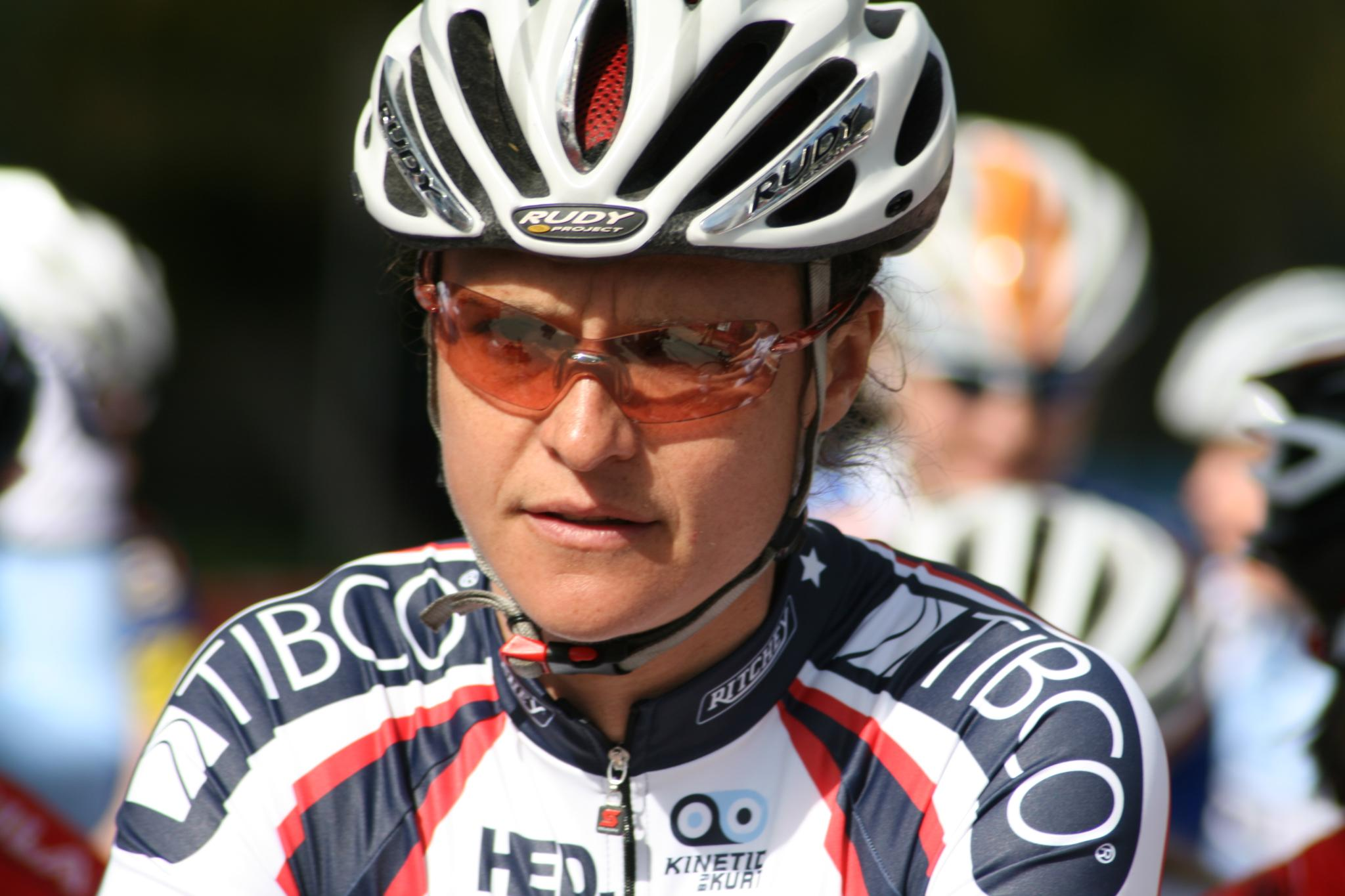
Brooke Miller (2009)

Brooke Miller (* 21. März 1976 in Huntington Beach) ist eine ehemalige US-amerikanische Radrennfahrerin.
Von 2006 bis 2010 war Brooke Miller im Frauen-Leistungsradsport aktiv. 2008 wurde sie zweifache US-amerikanische Meisterin, im Straßenrennen und im Kriterium. Insgesamt errang sie rund 50 Siege bei Straßenrennen, hauptsächlich in den USA. 2010 gewann sie die Sprintwertung der Tour de l’Aude Cycliste Féminin.
Millers Ziel war es gewesen, sich für die Teilnahme an den Olympischen Spielen 2012 in London zu qualifizieren. Als sie erkannte, dass ihre Leistungen dafür nicht ausreichen würden, beendete sie am Ende der Saison 2010 überraschend ihre Radsport-Karriere.

## Teams
2006–2010
- TIBCO-To The Top